# Wurfzins
Der Wurfzins war eine Grundsteuer, die vom 13. bis zum 19. Jahrhundert von den Markgrafen der Mark Meißen für städtische Grundstücke verlangt wurde. In Quellen wird er auch als Hufenzins (von Hufe) oder Worfzins oder worfzcins beschrieben.

## Bedeutung
Die Brüder Grimm beschreiben den Begriff in ihrem Deutschen Wörterbuch als „ein rechtsausdruck des späten mittelalters, offenbar nur im ostmd. verbreitet“. Wurfzins stamme von gewerf, was so viel wie Beisteuer oder Abgabe bedeutet.